# 寿松涛
寿松涛（1900年11月3日—1969年1月20日），幼名寿朝法，曾用名寿乐成、陈逸庵，男，浙江诸暨人，中国政治人物，曾任西北工业大学校长。

## 生平

### 中华民国时期
1900年生于浙江诸暨同山乡丽坞底村（今绍兴市诸暨市同山镇丽坞底村）。在家中七兄弟中排行老六。世代务农，4岁丧父。1917年秋考入浙江省立第一师范学校，受宣中华等人影响，参加“一师风潮”，开始信仰三民主义。1922年毕业后至孝丰、上虞等地教书，改名寿松涛。
1924年冬，寿松涛回到诸暨乐安小学任教，开始从事革命活动。1926年1月经宣中华、钟子逸（钟睒睒祖父）介绍，加入中国共产党。同年10月与钟子逸一起，在国共合作条件下以中国国民党党员的名义筹建国民党诸暨县党部，任组织部长。同年冬，寿松涛又同钟子逸等人在国民党诸暨县党部内成立了中共诸暨城区支部。1927年1月回到家乡丽坞底，在进步青年中宣传革命，并建立了中国共产党在诸暨的第一个农村支部。
1927年四一二事件后，国民党成立清党委员会，解散原国民党诸暨县党部，钟子逸、寿松涛等被通缉。1927年6月，中共浙江省委农民部主任卓兰芳前往诸暨，召集寿松涛、张以民、许汉城等在安华广福寺开会，成立中共诸暨县南乡区委，张以民任书记，寿松涛等人担任委员。1928年6月，中共诸暨县委改组，寿松涛任县委书记。同年12月初又被选为中共浙江省委候补委员，但在12月29日的调整中被撤销候补委员职务。1930年4月参与诸暨农民暴动失败后，与张以民等在上海商议，秘密回诸暨组织第二次武装暴动。同年10月，在白峰岭塘坞村召开会议，成立诸(暨)义(乌)浦(江)工农革命委员会，张以民担任总负责人兼政治部长，寿松涛担任军事部长，计划半个月后以看戏为名夺取警察局枪支，但是由于坑西地主告密，遭到省保安队搜剿围捕而解散。
同年12月，寿松涛遭当局通缉而被迫离开诸暨，失去与党组织的联系。1930年后化名陈逸庵，辗转流亡上海、广州、香港、淮阴等地寻找党组织。1936年10月抵达西安，经陈再励介绍，任《西京民报》发行部主任，积极宣传抗日主张，并为一二·九运动平津南下学生举办的抗日救亡训练班讲课。期间巧遇筹建秘密贸易机关元升裕钱庄的毛泽民、钱之光、钱希均等人，并重新接上党组织关系，担任钱庄会计。1937年6月，担任《西北文化日报》发行主任。1937年9月，接同乡钱之光从南京八路军办事处来信，赴南京筹办《新华日报》，任经理部负责人，同时改名寿乐成。同年底赴延安抗日军政大学第4期第1大队第4中队学习，随队从延安开往瓦窑堡，担任墙报委员。
1938年8月，寿松涛与冯龙、马乃松等13人受八路军武汉办事处派遣，前往豫东敌后。9月下旬抵达位于鹿邑的河南省第二督察专员公署保安司令宋克宾部，开展统一战线工作。寿松涛担任第3总队（蔡洪范部）政治部主任，举办三期干部训练队，培养了300多名青年干部。
1939年1月，彭雪枫率领游击支队挺进永城。同年4月，中共永城县委成立，寿松涛任书记。他积极扩编地方武装，组成了一万余人的永城抗日自卫军，任副司令兼参谋长。1939年11月，受彭雪枫指示组建永城独立团，任团长兼政治委员。1940年冬，永城独立团被编为八路军第4纵队第6旅第18团，寿松涛任团长。1941年1月皖南事变后改称新四军第4师第12旅第35团，寿松涛任团长，蔡永任政治委员。1941年5月，豫皖苏边区斗争失利后，寿松涛率35团离开永城，随第4师师部撤至安徽东北的洪泽湖一带，并在第4师高级研究班学习。同年9月，研究班改编成抗日军政大学第4分校上级干部队（简称上干队），张永远任队长，寿松涛任政治指导员。1941年10月新四军淮北苏皖边军区成立，寿松涛调任军区自卫军训练处长。1942年10月，自卫军训练处并入苏皖边区农救会，寿松涛任农救会武装部部长。1942年冬，奉命调任中共萧(县)宿(县)铜(山)灵(璧)县委书记兼萧铜总队政治委员。1943年1月，萧宿铜灵军政党工作委员会成立，寿松涛任主任。
1944年7月底，奉命到华中局党校参加整风。1944年冬奉命赴浙东开辟新区。1945年春与新四军浙东游击队一部来到诸暨西部和富阳境内，在5月组织成立中共路西县委和路西县抗日民主政府，担任县委书记兼县长。1945年8月抗日战争胜利后奉命北撤，任华中军区第八军分区副政治委员。1946年2月，原华中军区第八军分区改称豫皖苏区第三军分区，寿松涛任第三军分区政治委员兼地委书记、中共豫皖苏区党委委员。1948年11月，任地委三分区后勤支前总指挥，保障淮海战役的后勤工作。1949年3月，调任华北、华中南下干部队政治委员，随宋任穷南下接管城市。1949年4月南京解放后，历任中共南京市委组织部干部科科长、组织部副部长等职，负责南京市、安徽省及赣东北地区的干部调配审批工作。

### 中华人民共和国时期
1953年1月1日，江苏省人民政府交通厅正式成立，寿松涛担任首任厅长。1953年9月8日，江苏省人民政府决定成立江苏省转业建设委员会，寿松涛担任委员。1953年夏，调任华东航空学院院长兼党委书记。1955年6月8日，高教部决定华东航空学院西迁。1956年夏，寿松涛带领3千余名师生员工，顺利迁往西安，并更名为西安航空学院。1957年10月，西安航空学院和西北工学院合并，改名西北工业大学，寿松涛任校长兼党委第二书记，兼中国航空学会陕西分会会长、中国航空运动协会副主席等职。1966年文化大革命开始后遭到迫害，在被造反派批判期间，突发急性白血症，于1969年1月20日在西安（一说北京）逝世。

## 后事
1978年中共十一届三中全会后，中共陕西省委为寿松涛平反昭雪，恢复名誉。1987年4月16日，骨灰从西安迁移至南京安放。2008年10月2日，寿松涛铜像在西北工业大学友谊校区老图书馆西侧花园揭幕。2012年4月3日，在纪念中共丽坞底支部成立85周年仪式上，寿松涛及夫人边之先的骨灰回到家乡诸暨市同山镇丽坞底村安放。